# Ignaz von Döllinger
Johann Joseph Ignaz von Döllinger (28. februar 1799 i Bamberg – 10. januar 1890 i München) var en tysk kirkehistoriker og romersk-katolsk teolog, søn af Ignaz Döllinger. 
Döllinger blev efter nogle års præstevirksomhed professor i kirkehistorie og kirkeret ved Ludwig-Maximilians-Universität München 1826. Med professoratet forbandt han fra 1847 provsteembedet ved Sankt Cajetan. 1835 blev han medlem af Videnskabernes Selskab i München, hvis præsident han var fra 1873, og 1868 medlem af rigsrådet; han var medlem af den bayerske stænderforsamling og af nationalforsamlingen i Frankfurt. 
Döllingers liv falder i to hoveddele. I den første del var han ultramontan, og hans historiske arbejder fra den tid var tillige med Johannes Janssens grundlaget for den senere ultramontane historiske opfattelse; herhen hører således hans Die Reformation, ihre innere Entwickelung und ihre Wirkungen (I-III, 1846-48, 2. oplag i 2 bind 1851) og Luther, eine Skizze (1851, oversat på dansk 1875). 
Efter en rejse til Rom 1857 skete et omslag hos Döllinger, og 1870 stod han fuldt udviklet som ultramontanismens farligste modstander. Omslaget kom først for en dag i to foredrag, som han 1861 holdt i Odeon i München, hvor han talte om muligheden af ophævelsen af pavens verdslige magt, en udtalelse, som havde til følge, at den pavelige nuntius ostentativt forlod salen. 
Men at Döllinger endnu var Roms lydige søn og protestantismens erklærede fjende, viste han i skriftet Kirche und Kirchen, Papstthum und Kirchenstaat (1861). Længere borte fra ultramontanismen viste han sig i det foredrag, han som præsident for en forsamling af katolske videnskabsmænd holdt i München 1863 om "den katolske teologis fortid og nutid" og i sin bog Papstfabeln des Mittelalters (1863, 2. oplag 1890). 
Den pavelige Syllabus af 1864 og det i luften liggende ufejlbarhedsdogme underkastede han tillige med sine kolleger Friedrich og Huber en kritik i det under pseudonymet Janus udkommende skrift Der Papst und das Konzil (1869, udkom 1892 i ny bearbejdelse ved Friedrich med titel Das Papstthum), og under det første vatikanske koncil advarede han i artikler i "Augsburger Allgemeine Zeitung" og i et skrift, omdelt mellem koncilets medlemmer, indtrængende mod ufejlbarhedsdogmets vedtagelse. 
Han gav herved stødet til gammelkatolicismen, som han dog stillede sig tilbageholdende overfor. 17. april 1871 ekskommunicerede paven Döllinger; men universitetet i München udnævnte ham til rector magnificus, og universiteterne i Marburg, Wien, Oxford og Edinburgh gjorde ham til æresdoktor. Döllinger ville en i sandhed katolsk kirke, hvor alle de forskellige samfund var samlede om én ting med rod i de første århundreders kirke. Med Gladstone og andre af sin tids stormænd drøftede han denne sag. Videnskabsmænd og kristne kappedes om at vise ham agtelse.